# Jan Broberg Felt
Jan Broberg Felt, nota anche con lo pseudonimo di Jan Gardner e Jan Felt (Pocatello, 31 luglio 1962), è un'attrice, cantante e produttrice televisiva statunitense.
È conosciuta soprattutto per la sua recitazione nel ruolo dell'infermiera Louise in Everwood. Broberg è nota anche per essere stata vittima di due rapimenti messi in opera da parte dello stesso uomo, Robert Berchtold, un amico di famiglia.
La sua storia è stata raccontata da sua madre, Mary Ann Broberg nel libro Stolen Innocence: The Jan Broberg Story, nel documentario del 2017 diretto da Skye Borgman Rapita alla luce del sole (Abducted in Plain Sight) e nella miniserie drammatica A Friend of the Family creata da Nick Antosca e diffusa da Peacock il 6 ottobre 2022.

## Biografia
I genitori di Jan Broberg, Bob e Mary Ann, erano molto religiosi. Jan Broberg era la maggiore di tre sorelle. Quando aveva dodici anni, i genitori strinsero amicizia con Robert Berchtold, trasferitosi da poco nel vicinato con sua moglie e i suoi figli. L'uomo iniziò a frequentare la ragazzina, dormendo a volte con lei e arrivando a violentarla; in quanto, diceva, si trattava di una pratica di psicoterapia in grado di sconfiggere dei traumi che aveva avuto da ragazzo.
Il 17 ottobre 1974, con la scusa di una gita a cavallo, Berchtold rapì Jan e la condusse con sé in Messico, dove la convinse a sposarlo raccontandole storie di minacce aliene. Dopo che la ragazza fu liberata dalla polizia messicana e riportata a casa, Berchtold riuscì a convincere i genitori a non sporgere denuncia, continuò a incontrarsi con lei di nascosto e la rapì nuovamente due anni dopo. Arrestato dall'FBI, all'uomo fu riconosciuta la seminfermità mentale. Berchtold ha sempre negato ogni accusa e si è tolto la vita nel 2005.

### Carriera
Nel 1992 Jan Broberg ha iniziato a lavorare come professionista, debuttando in TV con il film Stato d'assedio, con Dennis Franz, Ed Begley Jr., Paul Le Mat e William H. Macy. Ha poi impersonato Caroline Lindstrom in Little secrets - Sogni e segreti (2001) recitando accanto a Evan Rachel Wood, David Gallagher e Michael Angarano.
Tra il 2002 e il 2006 ha interpretato il ruolo dell'Infermiera Louise in Everwood. Nel 2012 interpreta Rita nel film Maniac, con protagonista Elijah Wood.
Nel 2022 ha co-prodotto la mini-serie A Friend of the Family, in cui presenta il primo episodio.
Oltre ad aver diretto il Center for the Arts a Kayenta, Utah, Jan Broberg ha recitato in diverse pièce teatrali, tra cui Driving Miss Daisy, Macbeth, Jayne Eyre The musical, The Sound of Music. 

## Vita privata
Jan Broberg è sposata con Larry Felt ed ha un figlio, Austen Duke Tanner, nato da un precedente matrimonio e autore del podcast The Jan Broberg Show.

## Filmografia

### Cinema
- Il massacro degli innocenti, regia di James Glickenhaus (1993)
- Harmful Intent, regia di John Patteson (1993)
- Le tre mogli di Norman, regia di Peter Levin (1993)
- The Buttercream Gang in: Secret of Treasure Mountain, regia di Scott Swofford (1993)
- Nadir, regia di Peter Jazwinski (1996)
- Message in a Cell Phone, regia di Eric Hendershot (2000)
- Bug Off!, regia di T.C. Christensen (2001)
- Little Secrets - Sogni e segreti, regia di Blair Treu (2001)
- Clubhouse Detectives - Scacco al club (Clubhouse Detectives in Big Trouble), regia di Eric Hendershot (2002)
- Clubhouse Detectives - L'amica reale (Clubhouse Detectives in Search of a Lost Princess), regia di Eric Hendershot (2002)
- The Book of Mormon Volume 1: The Journey, regia di Gary Rogers (2003)
- Clubhouse Detectives - Museo per signora (Clubhouse Detectives in Scavenger Hunt), regia di Eric Hendershot (2003)
- Baptists at Our Barbecue, regia di Christian Vuissa (2004)
- Mobsters and Mormons, regia di John E. Moyer (2005)
- Passage to Zarahemla, regia di Chris Heimerdinger (2007)
- Maniac, regia di Franck Khalfoun (2012)
- Darling Companion, regia di Lawrence Kasdan (2012)
- Iron Man 3, regia di Shane Black (2013)
- Haunt, regia di Mac Carter (2015)
- i-Lived, regia di Franck Khalfoun (2015)
- Dick Dickster, regia di Christopher Ray (2018)
- Chasing Bullit, regia di Joe Eddy (2018)
- Behind You, regia di Matthew Whedon (2020)

### Televisione
- Stato d'assedio, regia di Charles Haid (1992)
- Interview – serie TV, 1 episodio (1997)
- Cover Me: Based on the True Life of an FBI Family – serie TV, 1 episodio (2001)
- Everwood – serie TV, 32 episodi (2002 - 2006)
- Paradise, regia di Frank Pierson (2004)
- The Flipside – serie TV, 1 episodio (2013)
- Criminal Minds – serie TV, 1 episodio (2013)
- Colony – serie TV, 1 episodio (2017)
- Girlboss – serie TV, 1 episodio (2017)
- I'm Sorry – serie TV, 3 episodi (2017-2019)
- Il Natale di Julia, regia di Sam Irvin (2019)
- Un viaggio per Natale, regia di Peter Sullivan (2019)
- L'autunno dei ricordi, regia di Clare Niederpruem (2019)
- Holly & Ivy, regia di Erica Dunton (2020)
- A Friend of the Family – miniserie TV, 1 episodio (2022)

### Documentari
- Abducted in Plain Sight, regia di Skye Borgman (2017)

### Sceneggiatrice
- Jan Broberg’s Guide to Thespians, Sociopaths & Scream Queens, regia di Michael Stever (2013)

### Produttrice
- A Friend of the Family (2022)

### Doppiatrice
- Uberta ne L'incantesimo del lago: Storia di una famiglia reale (2014)

## Doppiatrici italiane
Nelle versioni in italiano delle opere in cui ha recitato, Jan Broberg Felt è stata doppiata da:
- Serena Verdirosi in Little secrets - Sogni e segreti
- Cristina Boraschi in Criminal Minds